# Temporada 1985-86 de los San Antonio Spurs
La temporada 1985-86 fue la décima de los San Antonio Spurs en la NBA, tras la fusión de la liga con la ABA, donde había jugado nueve temporadas, seis en Dallas y tres en San Antonio. La temporada regular acabó con 35 victorias y 47 derrotas, ocupando el octavo puesto de la conferencia Oeste, clasificándose para los playoffs, donde cayeron en primera ronda ante Los Angeles Lakers.

## Elecciones en elDraft
| Ronda | Puesto | Jugador           | Posición | Nacionalidad   | Universidad    |
| ----- | ------ | ----------------- | -------- | -------------- | -------------- |
| 1     | 14     | Alfredrick Hughes | Alero    | Estados Unidos | Loyola (IL)    |
| 2     | 29     | Mike Brittain     | Pívot    | Estados Unidos | South Carolina |
| 2     | 35     | Tyrone Corbin     | Alero    | Estados Unidos | DePaul         |
| 4     | 82     | Scott Roth        | Alero    | Estados Unidos | Wisconsin      |

## Temporada regular
| División Medio Oeste | División Medio Oeste | División Medio Oeste | División Medio Oeste | División Medio Oeste | División Medio Oeste | División Medio Oeste | División Medio Oeste | División Medio Oeste |
| Equipo               | G                    | P                    | %                    | PD                   | Casa                 | Fuera                | Div                  |                      |
| -------------------- | -------------------- | -------------------- | -------------------- | -------------------- | -------------------- | -------------------- | -------------------- | -------------------- |
| y-Houston Rockets    | 51                   | 31                   | .622                 | –                    | 36–5                 | 15–26                | 20–10                |                      |
| x-Denver Nuggets     | 47                   | 35                   | .573                 | 4                    | 34–7                 | 13–28                | 15–15                |                      |
| x-Dallas Mavericks   | 44                   | 38                   | .537                 | 7                    | 26–15                | 18–23                | 16–14                |                      |
| x-Utah Jazz          | 42                   | 40                   | .512                 | 9                    | 27–14                | 15–26                | 15–15                |                      |
| x-Sacramento Kings   | 37                   | 45                   | .451                 | 14                   | 25–16                | 12–29                | 15–15                |                      |
| x-San Antonio Spurs  | 35                   | 47                   | .427                 | 16                   | 21–20                | 14–27                | 9–21                 |                      |

## Playoffs

### Primera ronda
Los Angeles Lakers vs. San Antonio Spurs 
| Fecha       | Partido                                      | Ciudad      |
| ----------- | -------------------------------------------- | ----------- |
| 17 de abril | Los Angeles Lakers 135, San Antonio Spurs 88 | Los Ángeles |
| 19 de abril | Los Angeles Lakers 122, San Antonio Spurs 94 | Los Ángeles |
| 23 de abril | San Antonio Spurs 94, Los Angeles Lakers 111 | San Antonio |
|             | Los Angeles Lakers gana las series 3-0       |             |

## Estadísticas
| Rk | Jugador           | Edad | P  | PT | MP   | TC  | TCI  | %TC  | T3  | T3I | %T3  | TL  | TLI | %TL  | RO  | RD  | RT  | AS  | RB  | TAP | BP  | FP  | PTS  |
| -- | ----------------- | ---- | -- | -- | ---- | --- | ---- | ---- | --- | --- | ---- | --- | --- | ---- | --- | --- | --- | --- | --- | --- | --- | --- | ---- |
| 1  | Mike Mitchell     | 30   | 82 | 82 | 36.2 | 9.8 | 20.7 | .473 | 0.0 | 0.1 | .000 | 3.9 | 4.8 | .809 | 1.6 | 3.4 | 5.0 | 2.3 | 0.7 | 0.3 | 2.2 | 2.1 | 23.4 |
| 2  | Alvin Robertson   | 23   | 82 | 82 | 35.1 | 6.9 | 13.3 | .514 | 0.1 | 0.4 | .276 | 3.2 | 4.0 | .795 | 2.2 | 4.0 | 6.3 | 5.5 | 3.7 | 0.5 | 3.1 | 3.6 | 17.0 |
| 3  | Artis Gilmore     | 36   | 71 | 71 | 33.7 | 6.0 | 9.6  | .618 | 0.0 | 0.0 | .000 | 4.8 | 6.8 | .701 | 2.3 | 6.1 | 8.5 | 1.4 | 0.5 | 1.5 | 2.6 | 3.4 | 16.7 |
| 4  | Johnny Moore      | 27   | 28 | 23 | 30.6 | 5.4 | 10.8 | .495 | 0.1 | 0.8 | .182 | 2.1 | 3.1 | .686 | 0.9 | 2.2 | 3.1 | 9.0 | 2.5 | 0.2 | 2.9 | 2.8 | 13.0 |
| 5  | Dave Greenwood    | 28   | 68 | 24 | 28.1 | 2.9 | 5.7  | .510 | 0.0 | 0.0 | .000 | 2.1 | 2.7 | .772 | 2.2 | 5.6 | 7.8 | 1.3 | 0.5 | 0.8 | 1.7 | 3.0 | 7.9  |
| 6  | Steve Johnson     | 28   | 71 | 55 | 25.7 | 5.1 | 8.1  | .632 | 0.0 | 0.0 |      | 3.6 | 5.3 | .694 | 2.0 | 4.5 | 6.5 | 1.3 | 0.6 | 0.9 | 2.7 | 4.1 | 13.8 |
| 7  | Wes Matthews      | 26   | 75 | 46 | 24.7 | 4.3 | 8.0  | .531 | 0.1 | 0.3 | .160 | 2.3 | 2.8 | .820 | 0.4 | 1.3 | 1.7 | 6.3 | 1.2 | 0.4 | 3.1 | 2.2 | 10.9 |
| 8  | Jeff Lamp         | 26   | 30 | 1  | 20.7 | 4.5 | 9.0  | .502 | 0.1 | 0.6 | .235 | 1.9 | 2.3 | .812 | 0.6 | 2.0 | 2.6 | 1.8 | 0.6 | 0.0 | 1.3 | 2.2 | 11.1 |
| 9  | Jeff Wilkins      | 30   | 27 | 4  | 19.3 | 1.9 | 5.0  | .381 | 0.0 | 0.0 |      | 1.0 | 1.7 | .609 | 1.3 | 3.4 | 4.7 | 0.7 | 0.3 | 0.4 | 0.7 | 2.6 | 4.8  |
| 10 | Ray Williams      | 31   | 23 | 8  | 17.3 | 2.2 | 5.7  | .382 | 0.1 | 0.3 | .333 | 2.7 | 2.8 | .969 | 0.6 | 1.0 | 1.6 | 4.8 | 1.2 | 0.1 | 2.2 | 2.8 | 7.1  |
| 11 | Jon Sundvold      | 24   | 70 | 4  | 16.4 | 3.1 | 6.8  | .462 | 0.3 | 0.9 | .350 | 0.6 | 0.7 | .813 | 0.3 | 0.8 | 1.1 | 3.7 | 0.5 | 0.0 | 1.2 | 1.6 | 7.1  |
| 12 | Marc Iavaroni     | 29   | 42 | 7  | 15.9 | 1.8 | 3.9  | .454 | 0.0 | 0.0 | .000 | 1.0 | 1.6 | .642 | 1.0 | 2.1 | 3.1 | 1.3 | 0.5 | 0.3 | 1.2 | 2.6 | 4.5  |
| 13 | Alfredrick Hughes | 23   | 68 | 0  | 12.7 | 2.2 | 5.5  | .409 | 0.0 | 0.3 | .176 | 0.7 | 1.2 | .583 | 0.7 | 0.9 | 1.7 | 0.9 | 0.4 | 0.1 | 0.9 | 1.2 | 5.2  |
| 14 | Rod Higgins       | 26   | 11 | 0  | 11.6 | 1.6 | 3.6  | .450 | 0.0 | 0.2 | .000 | 1.0 | 1.5 | .688 | 0.5 | 1.7 | 2.2 | 1.1 | 0.2 | 0.3 | 0.5 | 1.9 | 4.3  |
| 15 | Tyrone Corbin     | 23   | 16 | 0  | 10.9 | 1.7 | 4.0  | .422 | 0.0 | 0.1 | .000 | 0.6 | 0.9 | .714 | 0.7 | 0.9 | 1.6 | 0.7 | 0.7 | 0.1 | 0.8 | 1.3 | 4.0  |
| 16 | Jeff Cook         | 29   | 34 | 0  | 10.5 | 0.8 | 2.0  | .418 | 0.0 | 0.0 | .000 | 0.8 | 1.2 | .634 | 0.9 | 1.5 | 2.4 | 0.6 | 0.4 | 0.3 | 0.3 | 1.9 | 2.4  |
| 17 | Ennis Whatley     | 23   | 2  | 1  | 7.0  | 0.5 | 1.0  | .500 | 0.0 | 0.0 |      | 0.0 | 0.0 |      | 0.0 | 0.0 | 0.0 | 1.5 | 0.0 | 0.0 | 2.0 | 0.5 | 1.0  |
| 18 | Mike Brittain     | 22   | 32 | 2  | 6.8  | 0.7 | 1.3  | .512 | 0.0 | 0.0 |      | 0.3 | 0.6 | .526 | 0.3 | 1.2 | 1.5 | 0.2 | 0.1 | 0.4 | 0.6 | 1.7 | 1.7  |

## Galardones y récords
| Jugador         | Galardón |
| Alvin Robertson | Jugador más mejorado de la NBA 2.º Mejor quinteto de la NBA 2.º Mejor quinteto defensivo de la NBA All-Star |
| Artis Gilmore   | All-Star |